# フルスルチアミン
フルスルチアミン（英: Fursultiamine、アリナミン-F）は、テトラヒドロフルフリルジスルフィドチアミンとしても知られており、ジスルフィドチアミンやアリチアミンの誘導体である。フルスルチアミンは、脚気等のビタミンB1欠乏症の治療のためにチアミンの親油性を高める目的で1960年代に日本で開発され、日本のみならずスペイン、オーストリア、ドイツ、米国でも製薬化された。フルスルチアミンは、米国でビタミン剤としてOTC（over-the-counter）薬としても販売されている。

## 解説
フルスルチアミンは、ビタミン欠乏症の適用に加えて、アルツハイマー症や自閉症に対して臨床検査が行われ効果はあったものの微々たるものであった。フルスルチアミンは、運動中の代謝改善や肉体疲労の軽減についても研究が行われた。
筑波大学と武田コンシューマーヘルスケア（現：アリナミン製薬）の共同研究によれば、前頭前皮質におけるドーパミン放出が増加し自発的な身体活動性を高める作用が、動物実験によって確認されている。

## フルスルチアミンの発見と武田薬品工業の製剤化
1951年（昭和26年）、米国で生のコイを餌にしていたキツネが脚気様症状を起こしたことに着目し研究を行っていた京都大学医学部衛生学教室の藤原元典が、ニンニク成分のアリシンにビタミンB1の吸収を助ける作用があることを解明し、ビタミンB1の結合物であるアリチアミン（ニンニクの学名「アリウム・サティブム」とビタミンB1の化学名「チアミン」を掛けて名付けた）を発見した。
武田薬品工業研究部と提携した藤原は、1952年（昭和27年）3月12日に、ニンニクの成分アリシンとビタミンB1が反応すると「アリチアミン」ができると報告した。アリチアミンは、体内でB1にもどり、さらに腸管からの吸収がきわめてよく、血中B1濃度の上昇が顕著で長時間つづく、という従来のビタミンB1製剤にはない特性があることを報告した。
武田薬品工業はアリチアミンの製剤化に力を入れ、1954年（昭和29年）3月、アリチアミンの誘導体であるプロスルチアミンの内服薬「アリナミン糖衣錠」が発売され、脚気による死亡者を激減させる一助となった。日本の脚気死亡者は、大正末期に年間25,000人を超えていたものの、1950年（昭和25年）3,968人、1955年（昭和30年）1,126人、1960年（昭和35年）350人、1965年（昭和40年）92人と減少した。
1960年代には神経痛に有効であるとしてアリナミン大量療法が実施され、ビタミンB1誘導体がブームとなった。アリナミンは服用すると呼気にニンニク臭が出るので改良がはかられた。コーヒーの芳香成分の1つであるフルフリルメルカプタンを利用するとニンニク臭が低減されることに着目した武田薬品工業は、フルスルチアミンを開発した。フルスルチアミンには、ビタミンB1と比較して吸収に優れ、組織によく移行し、体内で働く形の活性型ビタミンB1を多く産生する特徴があるとされる。
1961年、フルスルチアミンが配合された黄色の糖衣錠として「アリナミンF」が発売された。